# Милош Димитријевић (фудбалер)
Милош Димитријевић (Београд, 16. фебруара 1984) бивши је српски фудбалер. Играо је на позицији везног играча. 

## Биографија
Син је бившег фудбалера Чаве Димитријевића.
Наступао је за Нант, Гренобл, Рад, Кјево и Црвену звезду и Сиднеј.
За репрезентацију Србије требало је да дебитује у мечу са Бугарском 17. новембра 2010, али се повредио у мечу са Црвеном звездом.